# Municipio de Myrtle (condado de Oregón)
El municipio de Myrtle (en inglés: Myrtle Township) es un municipio ubicado en el condado de Oregon en el estado estadounidense de Misuri. En el año 2010 tenía una población de 388 habitantes y una densidad poblacional de 5,78 personas por km².

## Geografía
El municipio de Myrtle se encuentra ubicado en las coordenadas 36°31′47″N 91°16′11″O / 36.52972, -91.26972. Según la Oficina del Censo de los Estados Unidos, el municipio tiene una superficie total de 67.14 km², de la cual 66,95 km² corresponden a tierra firme y (0,29 %) 0,19 km² es agua.

## Demografía
Según el censo de 2010, había 388 personas residiendo en el municipio de Myrtle. La densidad de población era de 5,78 hab./km². De los 388 habitantes, el municipio de Myrtle estaba compuesto por el 98,71 % blancos, el 0,26 % eran afroamericanos, el 0,77 % eran amerindios y el 0,26 % eran de una mezcla de razas. Del total de la población el 0,52 % eran hispanos o latinos de cualquier raza.